# Tranche de crédit
En financement structuré, un crédit peut être divisé en plusieurs tranches de crédit ayant chacune un prêteur ou garant distinct.
En anglais, le mot français tranche est employé pour désigner une tranche de crédit.

## Collateralised debt obligation (CDO)
Les parts de CDO sont divisées en trois tranches selon le degré de risque pris par l'investisseur :
- Les tranches « equity » sont les plus risquées. Elles sont généralement achetées par un fonds spéculatif ou le gérant du CDO. Elles sont les premières à supporter le risque.
- Les tranches « mezzanine » sont intermédiaires. Elles sont généralement achetées par des gérants d'actifs ou des investisseurs en compte propre.
- Les tranches « senior » ou « super-senior » sont les moins risquées. Elles sont en général notées AAA par les agences de notation. Elles sont généralement achetées par des assureurs « monoline » (rehausseurs de crédit).